# Jorge Aravena (acteur)
Pour les articles homonymes, voir Jorge Aravena et Aravena.
Jorge Agustín Aravena Masías (Lima, 1er octobre 1969), est un acteur péruvien.

## Biographie
En 1995, il se marie avec Yenny Martínez avec qui il a des enfants : Jorge Luis, Claudia Valentina et Luis Fernando.
Fin 2005, Jorge et Yenny se séparent. En 2007, ils divorcent.

## Carrière
Il joue avec Gianella Neyra dans Girasoles para Lucía et dans Pobre millonaria avec la même actrice.
En 2006, il participe à Las dos caras de Ana, ce qui lui permet de signer un contrat d'exclusivité avec Televisa pour jouer au Mexique dans la telenovela Querida enemiga en 2008. Les deux sont produites par  Lucero Suárez. En 2010, il joue dans la telenovela Zacatillo, un lugar en tu corazón produite aussi par Lucero Suárez.
En 2011, il participe à la telenovela de José Alberto Castro, La que no podía amar aux côtés de Jorge Salinas, Ana Brenda Contreras, José Ron, Susana González et Julián Gil. La même année, il intègre l'équipe artistique de Una familia con suerte de Juan Osorio avec Arath de la Torre, Mayrin Villanueva et Luz Elena Gonzalez.
En 2012 et 2013, Juan Osorio l'invite à intégrer l'équipe artistique de Porque el amor manda aux côtés de Fernando Colunga, Blanca Soto, Erick Elías et Claudia Álvarez.
Du 18 mai à fin juin 2015, Jorge Aravena enregistre le film Santiago Apóstol, une production de José Manuel Brandariz où Julián Gil tient la vedette en jouant Santiago.

## Filmographie

### Telenovelas
- 1992 : La loba herida  (LaTele) : Cabrerita
- 1993-1994 : Sirena (Marte Television)
- 1995 : Dulce Enemiga (Venevision) : Fernando
- 1995 : Pecado de amor  (Venevision) : Fernando
- 1997 : Todo por tu amor  (Venevision) : Cristobal Pérez
- 1998 : Samantha  (Venevision) : Rodolfo Villalobos
- 1999 : Mujer secreta  (RCTV) : Sebastian Palcios
- 1999 : Girasoles para Lucía  (Venevision) : Roberto Landaeta Santa María
- 2000 : La revancha  (Venevision) : Reynaldo Archinegas
- 2001 : Secreto de amor  (Venevision) : Carlos Raul Fonseca
- 2003 : Engañada  (Venevision) : Gabriel Reyes Bustamante
- 2005 : El amor las vuelve locas  (Venevision) : Arnaldo
- 2005 : Al filo de la ley : Andres
- 2006 : Les Deux Visages d'Ana  (Televisa) : Santiago Figueroa
- 2006 : Mi vida eres tú (Venevision) : Gabriel Alcazar
- 2007 : Pobre millonaria (Venevision) : Luis Arturo Ramírez
- 2007 : Sin vergüenza (Telemundo)
- 2008 : Querida enemiga (Televisa) : Ernesto Mendiola
- 2010 : Zacatillo, un lugar en tu corazón (Televisa) : Gabriel Zárate
- 2011 : La que no podía amar
- 2011-2012 : Una familia con suerte : Sebastián Bravo
- 2012-2013 : Porque el amor manda : Elías Franco
- 2014-2015 : Mi corazón es tuyo :  Ángel Altamirano[2]
- 2016 : Un camino hacia el destino : Pedro Pérez Ramos[3]
- 2017 : El vuelo de la victoria : Jorge Acevedo

### Séries télévisées
- Decisiones (Telemundo)
- El Precio De La Fama Fernando
- El Regreso Del Soldado
- Un Camino Hacia El Destino